# Move of Ten
Move of Ten è un EP del duo di musica elettronica britannico Autechre, pubblicato nel 2010.

## Tracce
1. Etchogon-S – 4:54
2. y7 – 5:09
3. pce freeze 2.8i – 5:13
4. rew(1) – 6:18
5. nth Dafuseder.b – 5:18
6. iris was a pupil – 3:40
7. no border – 3:31
8. M62 – 6:09
9. ylm0 – 3:29
10. Cep puiqMX – 4:10

## Formazione
- Sean Booth
- Rob Brown